# Peggy Henke

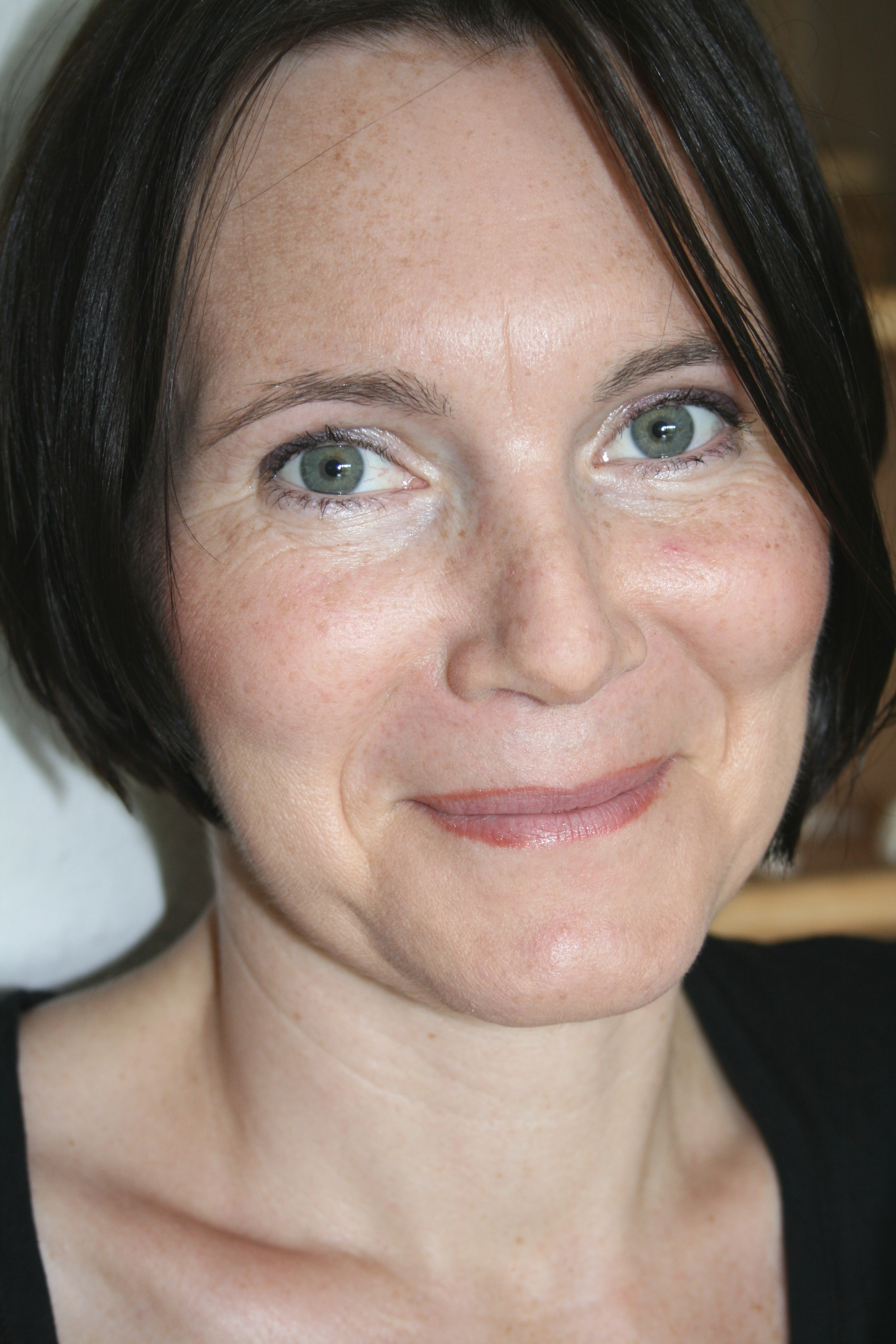
Peggy Henke (2009)

Peggy Henke (* 1969 in Cottbus) ist eine deutsche Filmemacherin.

## Leben und Werk
Henke studierte Sportwissenschaft und Geschichte an der Universität Potsdam. Seit 2003 arbeitet sie freiberuflich als Produzentin und Redakteurin im Film- und Medienbereich. In Zusammenarbeit mit ihrem Mann Thomas Henke entstanden zahlreiche Dokumentar- und Experimentalfilme, für deren Redaktion und Dramaturgie sie verantwortlich ist.
2023 widmete das KULTUM Graz der künstlerischen Arbeit von Peggy und Thomas Henke eine umfangreiche Retrospektive unter dem Titel Cinema Altera. Anlässlich dieser Retrospektive erschien eine gleichnamige Publikation im Hatje Cantz Verlag Berlin. Das Gesamtwerk von Peggy und Thomas Henke ist im Grazer Museum für Gegenwartskunst und Religion archiviert.
Seit 2010 ist Henke Geschäftsführerin der Filmproduktion Henke Medien.

## Filme und Projekte (Auswahl)
- Film der Antworten , filmische Installation von Peggy und Thomas Henke, Deutschland, 2004–2012[4]
- erinnere dich jetzt, Videoinstallation, Deutschland, 2008
- Liquid Identities', Filmprojekt, Deutschland, 2003–2009
- Doorman I + II, Videoinstallation, mit Installationsbauten von Lorenz Estermann, im Leopold Museum Wien und im Museum Pfalzgalerie Kaiserslautern, Deutschland/Österreich, 2008
- Meta-Porträts, Filmprojekt, Deutschland, 2011–2020[5]
- Porträts 1.13, Filmprojekt, in Zusammenarbeit mit Joachim Hake (mit Corona Bamberg, Wolfgang Büscher, Tomáš Halík, Felicitas Hoppe, Thomas Hürlimann, Thomas Macho), Deutschland, 2014–2016
- Alpha-Omega-Letters, in Zusammenarbeit mit Joachim Hake, Deutschland, 2017[6]
- Film der letzten Zuflucht , Experimentalfilm, Deutschland, 2018–2019[7]
- Samstagmittag, 12 Uhr, Experimentalfilm von Peggy und Thomas Henke mit der Schauspielerin Martina Gedeck, nach den Tagebüchern (1941 – 1943) von Etty Hillesum, Deutschland, 2022[8]

## Werke in Sammlungen
Das künstlerische Gesamtwerk von Thomas Henke sowie das gemeinsame Werk von Peggy und Thomas Henke befindet sich seit 2023 in der Sammlung des Museums für Gegenwartskunst und Religion Graz sowie seit 2025 in der Draiflessen Collection Mettingen. Einzelne Werke befinden sich unter anderem in folgenden Sammlungen: Sprengel Museum Hannover, Leopold Museum Wien, Stiftung UNESCO Welterbe Zollverein Essen, Kantonsmuseum Thurgau, Wilhelm-Hack-Museum Ludwigshafen, Edith-Ruß-Haus für Medienkunst Oldenburg, KULTUMdepot Graz, Kunsthalle Bielefeld, Ausstellungshalle zeitgenössische Kunst Münster, Künstlerhaus Hooksiel, Diözesanmuseum Osnabrück, Bistum Essen, Dominikaner Braunschweig, Katholische Akademie Berlin, Abtei Mariendonk Grefrath und Abtei Herstelle.